# VG-1.5
La Vía de Altas Prestaciones de la Costa de la Muerte es una vía para automóviles de forma provisional en el tramo entre Bayo y Santa Irena con la longitud de unos 2,47 kilómetros. Este tramo es provisional por lo que esta previsto el desdoblamiento a la autovía AG-55. La autovía AG-55 llega a la final de forma provisional en Bayo y desde allí reduce de 2 carriles por sentido a 1 carril por sentido en un tramo de 2,47 kilómetros de la vía para automóviles. Al desdoblar, en el futuro, este tramo, se descatalogará del catálogo oficial de carreteras de la Junta de Galicia y estará previsto ubicar en el otro lugar, sin revelar aún oficialmente por la Junta de Galicia.
Inicialmente estaba previsto una vía de alta capacidad en lugar de la autovía, con la financiación del proyecto anunciado en 2007, y en 2010 había anunciado los problemas financieros con la intención de completar toda la autovía entre Carballo y Berdoyas. La crisis empezó en 2012 con la paralización de todas las obras de la autovía AG-55.
En 2014, con el cambio del proyecto, las obras reanudaron y permitieron a limitar la construcción de una vía para automóviles con lo que se denomina como una Vía de Altas Prestaciones de unos 2,47 kilómetros de longitud, junto con el resto del tramo Carballo-Bayo de la autovía AG-55. Fue inaugurado en 2016 y había anunciado que en el futuro irá prolongado la VG-1.5 hasta Vimianzo por 2 fases hasta Berdoyas. En 2017, licitó el proyecto de la primera fase de la autovía, al principio de esta primera fase, se convertirá en una vía de altas prestaciones (VG-1.5) y en el futuro, será desdoblada en autovía.
En 2023, casi 6 años después del anuncio de la licitación del proyecto, había anunciado que ha sometido a información pública del proyecto constructivo y invertirá unos 3,5 millones de euros para los presupuestos de la Junta de Galicia. En la actualidad, sigue en circulación de la VG-1.5 hasta cuando se desdoblará en autovía, descatalogará del catálogo de las carreteras de la Junta de Galicia y el enlace de Santa Irena será de forma trompeta.

## Tramos
| Denominación | Tramo                           | Kilómetros | Año servicio |
| ------------ | ------------------------------- | ---------- | ------------ |
| VG-1.5       | AG-55 Bayo - AC-552 Santa Irena | 2,2        | 2016         |

## Salidas
| Velocidad | Esquema | Salida | Sentido Santa Irena | Carriles | Sentido Bayo (AG-55) | Carretera | Notas |
| --------- | ------- | ------ | --- | -------- | --- | --------- | ----- |
|           |         |        | Comienzo de Vía de Altas Prestaciones Bayo-Santa Irene VG-1.5 Procede de: AG-55 Bayo                                                      |          | Fin de Vía de Altas Prestaciones Bayo-Santa Irene VG-1.5 Incorporación final AG-55 Dirección final: AG-55 Carballo La Coruña | AG-55     |       |
|           |         |        | viaducto río Grande 100 metros |          | viaducto río Grande 100 metros                                                                                               |           |       |
|           |         |        | Fin de Vía de las Altas Prestaciones Bayo-Santa Irena VG-1.5 Dirección final: AC-552 Bayo Ruta de los Dólmenes AC-552 Vimianzo Finisterre |          | Inicio de Vía de las Altas Prestaciones Bayo-Santa Irena VG-1.5 Procede de: AC-552 Santa Irena                               | AC-552    |       |